# Edijs Līviņš
Edijs Līviņš (* 15. Juni 1980) ist ein lettischer Badmintonspieler. 

## Karriere
Edijs Līviņš siegte 2000 erstmals bei den nationalen lettischen Meisterschaften. Vier weitere Titelgewinne folgten bis 2009. 1999 nahm er an den Weltmeisterschaften teil.

## Sportliche Erfolge
| Saison | Veranstaltung                   | Disziplin    | Platz | Name                            |
| ------ | ------------------------------- | ------------ | ----- | ------------------------------- |
| 1999   | Weltmeisterschaft               | Herrendoppel | 33    | Edijs Līviņš / Mārtiņš Kažemaks |
| 2000   | Lettland: Einzelmeisterschaften | Herrendoppel | 1     | Mārtiņš Kažemaks / Edijs Līviņš |
| 2006   | Lettland: Einzelmeisterschaften | Herreneinzel | 1     | Edijs Līviņš                    |
| 2007   | Lettland: Einzelmeisterschaften | Herrendoppel | 1     | Eduards Loze / Edijs Līviņš     |
| 2009   | Lettland: Einzelmeisterschaften | Herreneinzel | 1     | Edijs Līviņš                    |
| 2009   | Lettland: Einzelmeisterschaften | Herrendoppel | 1     | Eduards Loze / Edijs Līviņš     |